# Douglas Sirk
Douglas Sirk (Hamburg, 1897. április 26. – Lugano, 1987. január 14.) német filmrendező, melodrámáiról ismert.

## Élete
Dán apától született a németországi Hamburgban, és ott is nevelkedett, eredeti neve Hans Detlef Sierck. Tengerészeti akadémiát végzett Mürvikben, az első világháborúban a tengerészetnél szolgált. Jogot, filozófiát és művészettörténetet tanult a müncheni, a jénai és a hamburgi egyetemen, de diplomát nem szerzett. Tanulmányai mellett újságíróként is dolgozott. Rendezői karrierje 1922-ben indult, egyebek mellett a hamburgi, a brémai és a lipcsei színházban. Utóbbinak igazgatója is volt. 1934-ben csatlakozott az UFA filmvállalathoz, és rövidfilmekkel, majd zenés komédiákkal ért el sikereket. Exotikus helyszíneken játszódó melodrámái, pl. Zu neuen Ufern és a La Habanera a náci korszak mozisztárjává tették a svéd származású énekesnőt, Zarah Leandert. Első felesége, Lydia Brincken színházi színésznő volt. Egy fiuk született, a későbbi színész, Klaus Detlef Sierck. 1934-ben váltak el. Németországból 1937-ben emigrált politikai nézetei miatt, illetve mert második felesége, Hilde Jary színésznő zsidó volt. Az UFA feljelentette szerződésszegésért, és levetette a rendező nevét az összes Németországban készített filmjéről. Svájcban és Hollandiában is készített filmeket, majd az Egyesült Államokba költözött. Német hangzású nevét ekkor változtatta meg. 1942-ben hollywoodban megrendezte a Hitler’s Madman című antifasiszta filmet a német producer, Seymour Nebenzal keze alatt. Hírnevét az 1944-ben rendezett Csehov-adaptáció, a Summer Storm alapozta meg.
A Columbia Filmstúdiónál megelégelte, hogy csak jelentéktelen feladatokat bíznak rá, ezért 1949 végén úgy döntött, hogy egy évre visszamegy Európába. A német filmgyártás ekkor katasztrofális helyzetben volt, az UFA-t feloszlatták az amerikaiak, ezért Sirk hamarosan újra az Egyesült Államokba költözött. Ott Seymour Nebenzal felajánlotta neki, hogy készítse el Fritz Lang M – Egy város keresi a gyilkost (1931) című filmjének remake-jét, de ő nemet mondott. Ezt követően az Universal Studios-szal kötött szerződést, akik már A kategóriás filmeket is rábíztak.
1952 és 1959 között sorozatban készítette a melodrámákat az Universalnak. Ezekben az egyén érzései állnak szemben a társadalom konformizmusával, korlátozó szabályaival, pl. Amit megenged az ég; Szélbe írva; A Time to Love and a Time to Die; Látszatélet. Ez utóbbi film lett pályája utolsó műve, az Universal egyik legsikeresebb rendezőjeként mondott búcsút a filmkészítésnek. Elhagyta az Egyesült Államokat, egészségügyi problémái miatt Svájcba költözött. Csak az 1970-es években állt újra kamera mögé, amikor a müncheni filmfőiskolán tanított. 89 éves korában hunyt el a svájci Luganóban.

## Filmjeinek fogadtatása

### A korabeli fogadtatás
Az 1950-es években készült Sirk-melodrámák anyagilag roppant sikeresek voltak, azonban kedvezőtlen kritikákat kaptak. Főképp azt vetették a rendező szemére, hogy alkotásai marginális kérdésekkel, női és családi problémákkal foglalkoznak, természetellenesen nagy érzelmek jelennek meg bennük és hiteltelenek, stílusuk kimódoltnak hat.

### A későbbi fogadtatás
Az 1960-as, 70-es években éles váltás következett be filmjeinek megítélésben főleg francia és angol nyelvterületen. 1970 környékén megnőtt az érdeklődés Sirk munkái, elsősorban amerikai melodrámái iránt. Felfedezték művei iróniáját, és hogy az elcsépeltnek tűnő történetek valójában az amerikai társadalmat bírálják. Sirk ismertségét növelte az 1970-es években a klasszikus hollywoodi filmek iránti nosztalgia. Ekkor vált nyilvánvalóvá, hogy milyen erőteljesen kidolgozott filmjei vizualitása, rendezői figyelme a világításra, a plánozásra, a kosztümökre is kiterjedt, műveire gazdag jelképiség és finom irónia jellemző. Roger Ebert filmkritikus szerint „Talán nagyobb elmélyülés kell a Szélbe írva megértéséhez, mint egy Ingmar Bergman-mesterműéhez, mert Bergmannál a téma egyszerű és követhető, míg Sirknél a stílus elfedi az üzenetet." Sirk filmjeinek értékeit azért a kortársak egy része is meglátta, például Jean-Luc Godard 1959-ben így írt az A Time to Love and a Time to Die című friss bemutatóról: (...) „Nem is tudom, van-e még egy ilyen nagyszerű alkotása a filmművészetnek... Személy szerint az fogott meg a filmben, hogy Douglas Sirk valami egészen különleges módon egyesíti egymással a középkort meg a modernséget, az érzelmességet és kifinomultságot, a látszatra egyszerű beállításokat és a legkorszerűbb technikát. A rendezőt szemmel láthatóan csak egy dolog érdekli: az őrült lázálom logikája. (...) Soha filmet nem láttam a háborús Németországról, amely ennyire hiteles lett volna, mint ez a békeidőben forgatott amerikai. Minden egyes jelenet olyan igaz, mintha nem is játékfilm volna, hanem eredeti híradófelvétel. Egy szó, mint száz, akik nem látták ezt a filmet, nem tudják, mi a szép.”
Később több neves rendező tisztelgett Sirk munkái előtt. A német Rainer Werner Fassbinder A félelem megeszi a lelket című 1973-as filmje részben az Amit megenged az ég című alkotásra épül. A spanyol Pedro Almodóvar 1988-as filmje, az Asszonyok a teljes idegösszeomlás szélén harsány színeivel idézi Sirk műveit. Quentin Tarantino Ponyvaregényében a John Travolta játszotta Vincent Vega Douglas Sirk-steaket rendel az '50-es évek Amerikáját felidéző étteremben. A finn Aki Kaurismäki 1999-es némafilmjében, a Juhában Sierck a neve egy sportautónak. Todd Haynes az '50-es évek melodrámáinak modorában forgatott 2002-es Távol a mennyországtól című filmje kiindulópontja szintén az Amit megenged az ég volt.

## Filmográfia

### Rövidfilmek
- Zwei Genies (címváltozat: Zwei Windhunde) (Detlef Sierck néven) (1934)
- Dreimal Ehe (címváltozat: 3x Ehe) (1935) (Detlef Sierck néven)
- Der eingebildete Kranke (1935) (Detlef Sierck néven)
- Sprich zu mir wie der Regen (1976) (társrendező filmfőiskolai hallgatókkal)
- Silvesternacht - Ein Dialog (1978) (társrendező filmfőiskolai hallgatókkal; író is)
- Bourbon Street Blues (1979) (társrendező filmfőiskolai hallgatókkal; író is)

### Filmek
- April, April! (Detlef Sierck néven) (1935)
- Stützen der Gesellschaft (Detlef Sierck néven) (1935)
- Das Mädchen vom Morrhoof (Detlef Sierck néven) (1935)
- 't was een april (Detlef Sierck néven) (1936) (társrendező, az April, April! holland nyelvű változata)
- Schlußakkord (Detlef Sierck néven) (1936) (társ-forgatókönyvíró is)
- Das Hofkonzert (Detlef Sierck néven) (1936) (társ-forgatókönyvíró is)
- La Chanson du souvenir (Detlef Sierck néven) (1936) (társrendező, a Das Hofkonzert francia nyelvű változata, társ-forgatókönyvíró is)
- Zu neuen Ufern (Detlef Sierck néven) (1937) (társ-forgatókönyvíró is)
- La Habanera (Detlef Sierck néven) (1937)
- Lángoló fiatalság (Accord Final, 1938) (társrendező, neve nem szerepel a főcímlistán)
- Boefje (Detlef Sierck néven) (1939)
- Hitler's Madman (1943)
- Summer Storm (1944) (filmre adaptálta Michael O'Harával)
- A Scandal in Paris (1946)
- The Strange Woman (1946) (társrendező, neve nem szerepel a főcímlistán)
- Lured (1947)
- Sleep, My Love (1948)
- Shockproof (1949)
- Slightly French (1949)
- Mystery Submarine (1950)
- The First Legion (1951) (producer is)
- Mennydörgés a hegyen (Thunder on the Hill, 1951)
- The Lady Pays Off (1951)
- Week-End with Father (1951)
- No Room for the Groom (1952)
- Has Anybody Seen My Gal? (1952)
- Meet Me at the Fair (1953)
- Take Me to Town (1953)
- All I Desire (1953)
- Taza, Son of Cochise (1954)
- Nagyszerű rögeszme (Magnificent Obsession, 1954)
- Sign of the Pagan (1954)
- Captain Lightfoot (1955)
- Amit megenged az ég (All That Heaven Allows, 1955)
- There's Always Tomorrow (1956)
- Never Say Goodbye (1956) (társrendező, neve nem szerepel a főcímlistán)
- Szélbe írva (Written on the Wind, 1956)
- Battle Hymn (1957)
- Interlude (1957)
- Fakó angyalok (The Tarnished Angels, 1957)
- A Time to Love and a Time to Die (1958)
- Látszatélet (Imitation of Life, 1959)

### Forgatókönyvek
- Liebling der Matrosen (1937) (társíró Detlef Sierck néven)
- Dreiklang (1938) (Detlef Sierck néven)